# Synhalcurias elegans
Synhalcurias elegans is een zeeanemonensoort uit de familie Actinernidae.
Synhalcurias elegans is voor het eerst wetenschappelijk beschreven door Wassilieff in 1908.